# Monica (film)
Monica è un film del 2022 diretto da Andrea Pallaoro.

## Trama
Dopo una lunga assenza, una donna trans ritorna a casa per occuparsi della madre morente.

## Promozione
Il primo trailer del film è stato pubblicato il 3 settembre 2022.

## Distribuzione
Il film è stato presentato in anteprima mondiale e in concorso alla 79ª Mostra internazionale d'arte cinematografica di Venezia il 3 settembre 2022.

## Riconoscimenti
- 2022 - Mostra internazionale d'arte cinematografica di Venezia
  - In concorso per il Leone d'oro al miglior film
  - In concorso per il Queer Lion
- 2023 - Premio Suso Cecchi d'Amico (Castiglioncello) per la sceneggiatura